# 條紋唇孔石首魚
條紋唇孔石首魚為輻鰭魚綱鱸形目鱸亞目石首魚科的其中一種，分布於東南太平洋的秘魯至智利海域，棲息在中上層水域。